# Kwas folinowy
Kwas folinowy (łac. acidum folinicum) –  wielofunkcyjny organiczny związek chemiczny, stosowany jako lek wspomagający w zapobieganiu toksycznemu działaniu antagonistów kwasu foliowego oraz wspomagający działanie 5-fluorouracylu. 

## Historia
W 1948 r. amerykańscy badacze Howerde E. Sauberlich oraz C. A. Baumann  zauważyli brak wzrostu szczepu bakteryjnego Leuconostoc citrovorum ATCC 8081 na podłożach zawierających wszystkie znane aminokwasy i czynniki wzrostu, natomiast wzrost obserwowano po podaniu niewielkiej ilości wyciągu z wątroby lub drożdży. W następnym roku zespół w składzie Thomas J. Bond, Thomas J. Bardos, Margaret Sibley, William Shive uzyskał skoncentrowany wyciąg aktywnego czynnika i po raz pierwszy użył nazwy kwas folinowy na jego określenie. W 1951 roku John C. Keresztesy i Milton Silverman, a rok później także Howerde Sauberlich uzyskali krystaliczną postać kwasu folinowego. W 1950 roku opracowano syntezę kwasu folinowego z kwasu foliowego.

## Mechanizm działania
Folininan wapnia zapobiega toksycznemu działaniu antagonistów kwasu foliowego w dwóch mechanizmach. Pierwszym z nich jest kompetycyjne użycie tego samego transportera błonowego, co dodatkowo pobudza usuwanie antagonistów kwasu foliowego z komórki, natomiast drugim jest dostarczanie substratu dla koenzymów kwasu foliowego. 
Folinian wapnia zwiększa działanie 5-fluorouracylu poprzez stabilizację kompleksu 5-FU z monofosforanem deoksyurydyny, syntazą tymidylanową oraz kofaktorem 5’10’ metylenotetrahydrofolinowym (Me-THP), zapobiegając śladowemu uwalnianiu syntazy tymidylanowej.

## Zastosowanie
- ochronnie podczas stosowania antagonistów kwasu foliowego, takich jak metotreksat w celu zmniejszenia toksyczności cytostatyku u pacjentów dorosłych i u dzieci[4]
- przedawkowanie antagonistów kwasu foliowego (trimetreksat, trimetoprym, pirymetamina) u pacjentów dorosłych i u dzieci[4]
- w terapii skojarzonej z 5-fluorouracylem w leczeniu cytostatycznym pacjentów z zaawansowaną postacią raka jelita grubego[4]
- jatrogenne niedokrwistości megaloblastyczne[10]
- niedobory kwasu folinowego po leczeniu kotrimoksazolem[10]
- niedobory kwasu foliowego, w przypadkach w których nie można podać kwasu foliowego doustnie (ciężki zespół złego wchłaniania, całkowite żywienie pozajelitowe)[4]

Folinian wapnia znajduje się na wzorcowej liście podstawowych leków Światowej Organizacji Zdrowia (WHO Model Lists of Essential Medicines) (2017) i jest dopuszczony do obrotu w Polsce (2018).

## Działania niepożądane
Działania niepożądane kwasu folinowego są rzadkie i występują z częstością mniejszą niż 0,01%: reakcje alergiczne, zwiększenie częstości napadów u pacjentów z padaczką; po podaniu dużych dawek – bezsenność, pobudzenie, zaburzenia depresyjne, zaburzenia żołądkowo-jelitowe; po podaniu dożylnym – gorączka. 